# Fluxbuntu
A Fluxbuntu egy nem hivatalos, könnyen kezelhető, gyors Ubuntu Linuxon alapuló operációs rendszer. Mint neve is mutatja a Fluxbox ablakkezelőt használja. Összehasonlításként az Ubuntu GNOME munkakörnyezetet használ (11.04-től az Unity felhasználói felülettel). A Fluxubuntut főleg régebbi típusú számítógépekhez ajánlják, amelyek már nem képesek nagyobb ablakkezelők (Metacity, KWin(KDE-ben), Compiz) futtatására. Ennek ellenére a Fluxbuntuban minden szükséges szoftver megtalálható.

## Alapértelmezett csomagok
A Fluxbox ablakkezelő miatt a Fluxbuntuból sok nagyobb csomagot, háttérfolyamatot kihagytak, ezáltal a rendszer még kisebb méretű, gyorsabb lett. Az Ubuntu nagyobb csomagjai helyett ebben a disztribúcióban különböző egyszerűbb alternatívák találhatók:
- A GNOME Office tagjai (Abiword, Gnumeric) az OpenOffice.org-ot helyettesítik.
- A Kazehakase található a rendszerben a Mozilla Firefox webböngésző helyett.
- Evolution helyet a Claws Mail levelezőszoftver lelhető fel a disztribúcióban.